# Michael Gore
Michael Goldstein, conegut com a Michael Gore (Brooklyn, Nova York, 5 de març de 1951) és un pianista, director d'orquestra i compositor estatunidenc de música de pel·lícules.

## Biografia
Amb el seu lletrista Dean Pitchford, Michael Gore s'emporta l'Oscar a la millor cançó original el 1981 amb Fame de la pel·lícula del mateix nom. El mateix any guanya també l'Oscar a la millor banda sonora.
És el germà petit de la cantant i compositora Lesley Gore.
Va compondre igualment el tema i la banda sonora de la pel·lícula La força de la tendresa el 1983, amb Shirley MacLaine i Debra Winger.

## Filmografia[3]

### Cinema
- 1980: Fame d'Alan Parker
- 1983: La força de la tendresa de James L. Brooks
- 1986: Rose bonbon
- 1987: Broadcast News de James L. Brooks (música addicional)
- 1990: Don't Tell Her It's Me
- 1991: Defending Your Life d'Albert Brooks
- 1991: The Butcher's Wife de Terry Hughes
- 1999: Superstar de Bruce McCulloch
- 2003: Camp (dues cançons)

### Televisió
- 1989-1991: Generations

## Premis i nominacions[calcitació]

### Premis
- 1981: Oscar a la millor banda sonora per Fame
- 1981: Oscar a la millor cançó original per Fame amb "Fame"
- 1981: Globus d'Or a la millor cançó original per Fame amb "Fame"

### Nominacions
- 1981: Oscar a la millor cançó original per Fame amb "Out Here on My Own"
- 1981: Oscar a la millor banda sonora per Fame
- 1981: BAFTA a la millor música per Fame
- 1981: Grammy al millor àlbum de banda sonora original escrita per pel·lícula o televisió per Fame
- 1984: Oscar a la millor banda sonora per La força de la tendresa
- 1985: Grammy al millor àlbum de banda sonora instrumental escrita per pel·lícula o televisió per Footloose